# 15282 Franzmarc
15282 Franzmarc este un asteroid din centura principală de asteroizi.

## Descriere
15282 Franzmarc este un asteroid din centura principală de asteroizi. A fost descoperit pe 13 septembrie 1991 la Tautenburg de Freimut Börngen și Lutz Dieter Schmadel. Asteroidul prezintă o orbită caracterizată de o semiaxă mare de 2,99 ua, o excentricitate de 0,08 și o înclinație de 8,5° în raport cu ecliptica.